# Rupert Huber (Musiker)

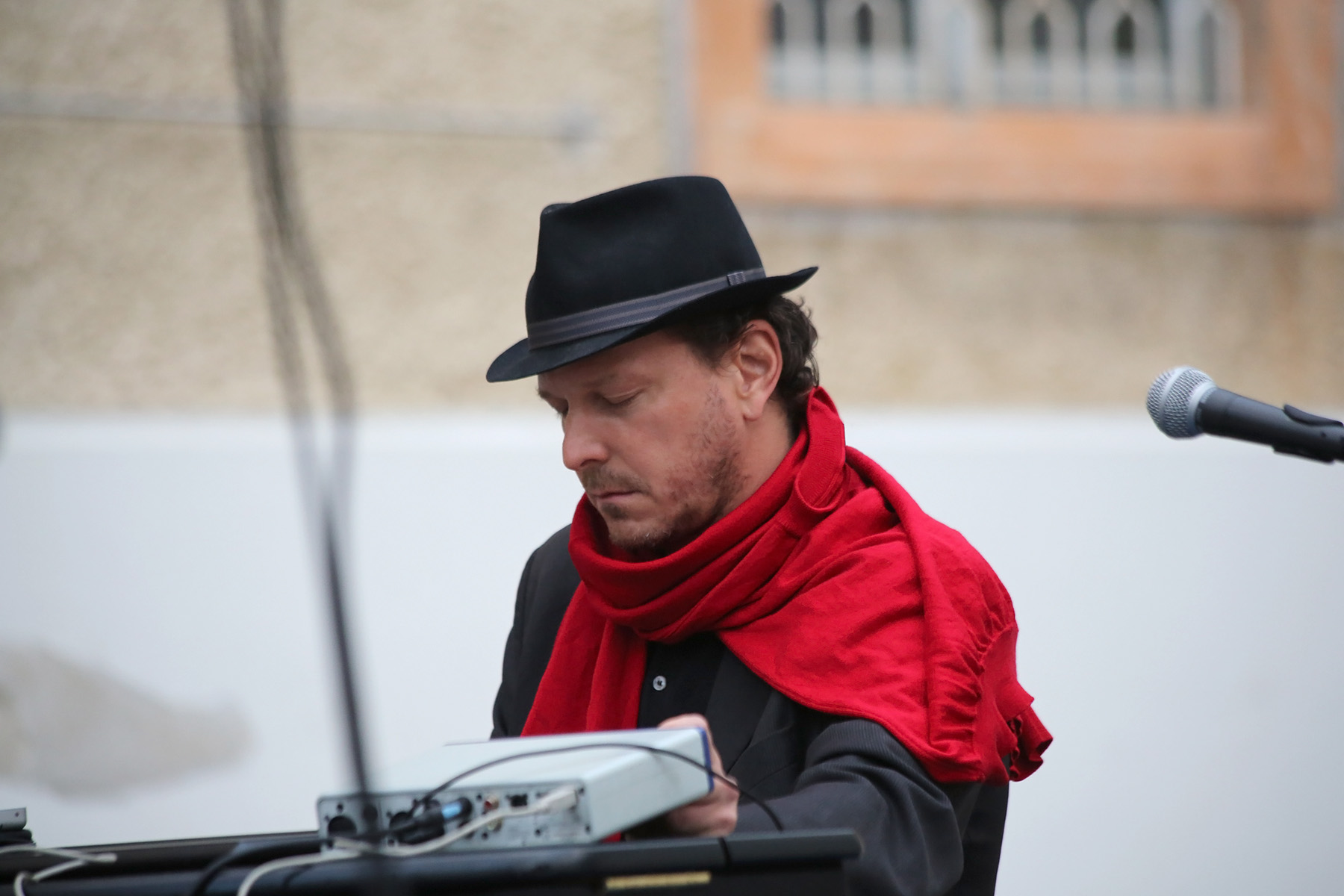
Rupert Huber (2014)

Rupert W. M. Huber (* 1. Dezember 1967 in Mödling) ist ein österreichischer Komponist und Pianist. International bekannt wurde er vor allem durch das Musikprojekt Tosca.

## Leben

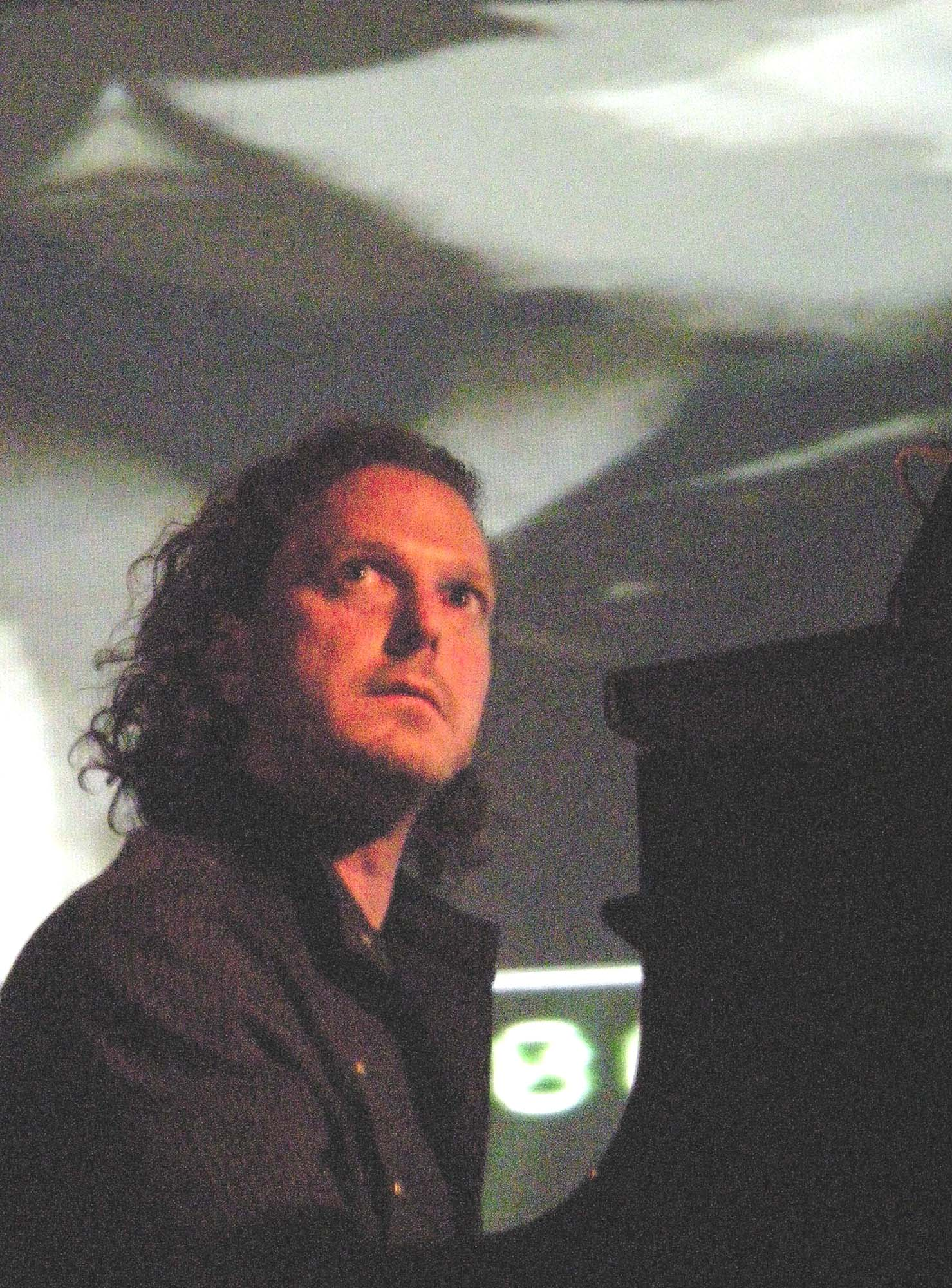
Rupert Huber mit Tosca: No Hassle (2009)

Rupert Huber studierte in Wien Komposition; er spielt Klavier, Synthesizer, Gitarre und Bass und verwirklicht seine Musik seit 1989 im eigenen Tonstudio. Schwerpunkte seiner Tätigkeit sind Komposition (12 einfach zu spielende Klavierstücke 2002) und Klanginstallationen im öffentlichen Raum.
Um 1993 wurden erste Kompositionen Hubers in der Sendung Kunstradio – Radiokunst des österreichischen Radiosenders Ö1 (vermassle das geschäft nicht phrank! 1993, tintin et les 7 boules de cristal 1994) und im Deutschlandradio ausgestrahlt. Seit 1994 komponiert und produziert er mit Richard Dorfmeister das Projekt Tosca. Das im April 2009 veröffentlichte Album No Hassle platzierte sich – wie auch frühere Produktionen des Duos – international. Er schuf Auftragsarbeiten für beispielsweise die Wiener Festwochen und wiederholt für das Ars Electronica Festival, wo er 2007 und 2009 auch Mitglied der Jury des Prix Ars Electronica war. 2009/2010 gehörte er der Jury des Österreichischen Musikfonds an. Ein weiterer Aspekt seines Schaffens ist die Zusammenarbeit mit Konzeptkünstlern wie Gabriel Orozco und Robert Adrian X.
Hubers Arbeiten liegt das von ihm entwickelte musikalische Format dimensional music zugrunde, das er als „Einbeziehung des Raumes und der elektronischen bzw. psychologischen Projektion eines musikalischen bzw. klanglichen Inhalts in die Komposition“ beschreibt.
Derzeit lebt der Musiker in Wien, früher auch zeitweise in Berlin.

## Auftragsarbeiten, Ehrungen (Auswahl)
- 1988: Anerkennungspreis Niederösterreich
- 1988: Förderungspreis Die ganze Woche
- 1997: berliner theorie DAAD-Stipendium für einen einjährigen Arbeitsaufenthalt in Berlin[4]
- 1998: Ars Electronica censoratorium – electronic ambient oratorio
- 2001: Amadeus Austrian Music Award, Tosca als beste Pop/Rockgruppe.
- 2002: Centre Pompidou sonic process
- 2002: Ars Electronica radiotopia
- 2004: Wiener Festwochen private exile
- 2006: Ars Electronica european soundscapes – (Soundinstallation)
- 2010: Ars Electronica soundspace (Soundinstallation/Konzert/Kuration)
- Filmmusik für Food design (2008), Berggasse 19, CSI: Miami, Sex and the City